# Beraba marica
Beraba marica är en skalbaggsart som beskrevs av Maria Helena M. Galileo och Martins 2000. Beraba marica ingår i släktet Beraba och familjen långhorningar. Inga underarter finns listade.